# Josephine Butler
Josephine Elizabeth Butler (nombre de nacimiento Josephine Elizabeth Grey) (13 de abril de 1828 – 30 de diciembre de 1906) fue una feminista y reformista social británica de la Era Victoriana especialmente preocupada con el bienestar de las prostitutas. Era intensamente religiosa como cristiana evangélica sin denominación.  Junto con otros esfuerzos caritativos,  dirigió la larga campaña para derogar la Ley de Enfermedades Contagiosas tanto en Gran Bretaña como internacionalmente de 1869 a 1886, promovida por el gobierno británico por la cual las prostitutas podían ser arrestadas por la policía y sometidas a una revisión médica con el fin de detener el avance de las enfermedades venéreas entre las filas del ejército británico y porque la ley dañaba y encarcelaba injustamente a jóvenes mujeres sospechosas de ser prostitutas.

## Vida familiar
Josephine Elizabeth Grey nació en Milfield House, Milfield, Northumberland, séptima hija de John Grey (1785–1868, n. Milfield, Northumberland) y Hannah Eliza Annett (n. 1792, Alnwick, m. 15 de mayo de 1860). La pareja se casó en 1815.
John Grey, hijo de George Grey (m. 1793) y Mary Burn, era un experto agrícola, y primo del primer ministro británico reformista Charles Grey, 2.º Conde Grey y un abolicionista de la esclavitud. Jugó un papel significativo en la emancipación católica, y también trabajó para la Ley de reforma de 1832. En 1833 fue nombrado director de Dilston State (Hospital de Greenwich), cerca de Corbridge, Northumberland, y la familia se mudó allí. Perdió la mayoría de sus ahorros en la caída de 1857, con el fracaso del Banco Newcastle.
Josephine se casó con George Butler (1819–1890 n. Harrow, Middlesex), un estudioso y clérigo, en 1852. Compartían una aproximación evangélica al cristianismo y una estrecha cercanía cultural con Italia, así como un compromiso fuerte con las reformas liberales. George Butler animó a su mujer en su trabajo público, y padeció contratiempos en su propia carrera debido a la notoriedad de su mujer. Tuvieron cuatro hijos: George Grey (n. 1852, Oxford); Arthur Stanley (n. 1854, Oxford); Charles Augustine Vaughan (1857, Clifton, Gloucestershire); Evangeline Mary (Eva)(1859–1864), Cheltenham]) Los Butlers tenían fuertes simpatías radicales, incluyendo apoyo para la Unión en la Guerra Civil Americana.
Su única hija, Eva, murió en 1863, tras una caída por la escalera de su casa. Esto llevó a Josephine a buscar consuelo dedicándose a personas con un dolor más grande que el suyo propio. Empezó a visitar la workhouse de Brownlow Hill en Liverpool, lo que condujo a su primera implicación con prostitutas. Instaló una Casa de Descanso y una Casa Industrial para ellas.

## Feminismo

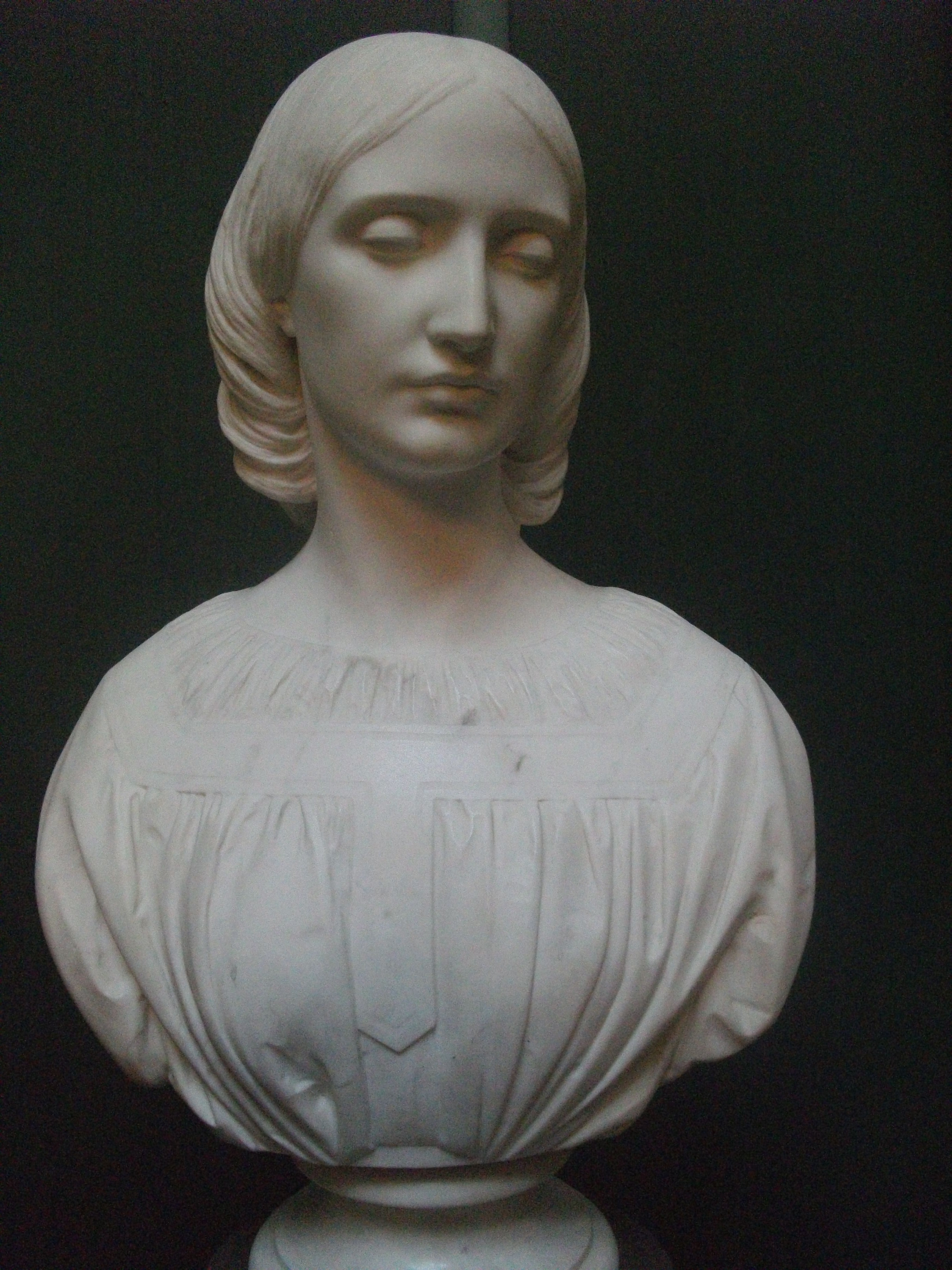
Busto de Josephine Butler en 1865, con 36 años, por Alexander Munro.

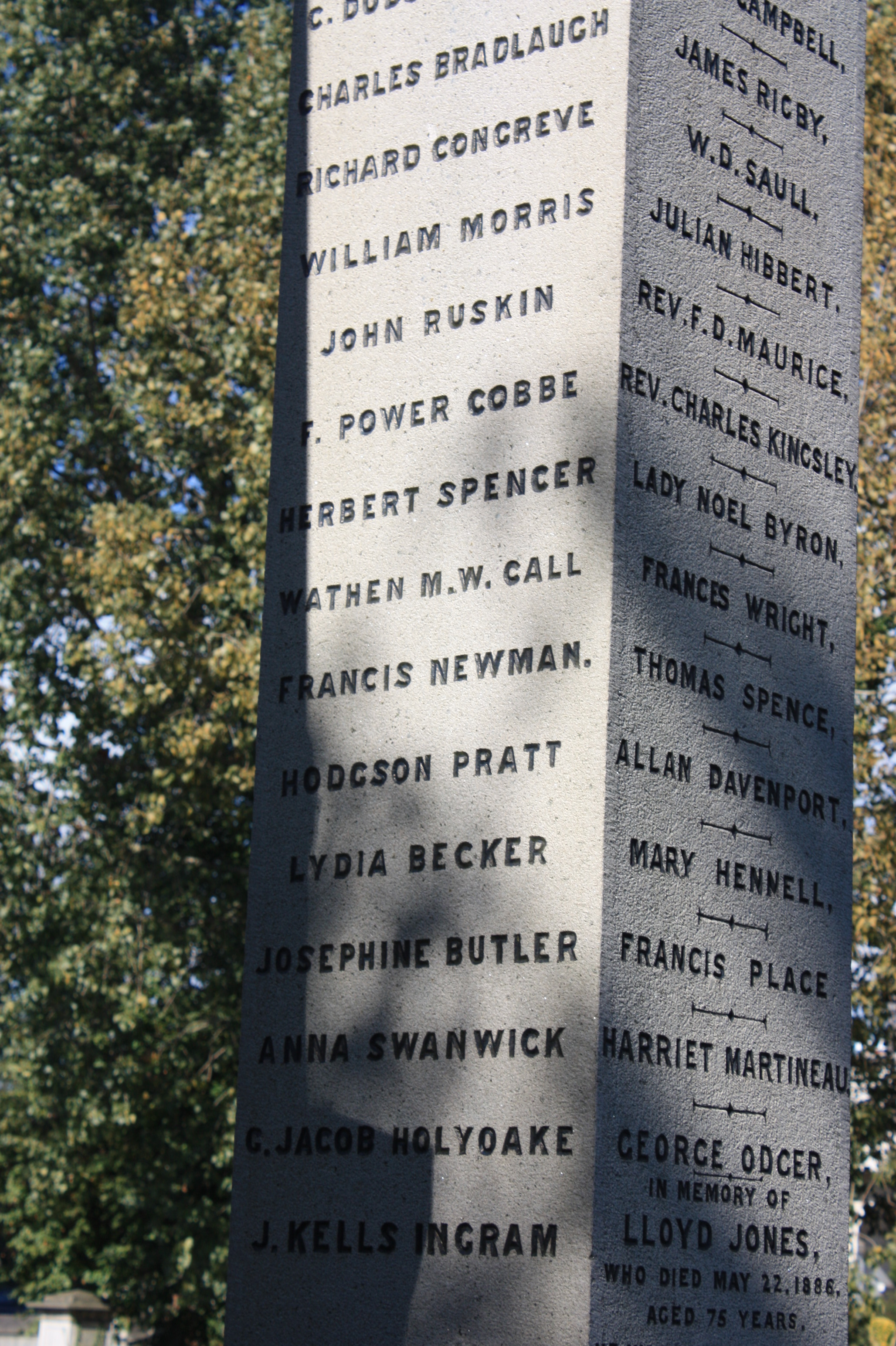
El nombre de Josephine Butler en la sección inferior del monumento de Reformistas, en el Cementerio Kensal Green.

Desde que tenía veinte años, Butler fue muy activa en movimientos feministas. Esto fue particularmente espoleado por la muerte accidental de su hija de cinco años Eva en 1863 cuando los Butlers vivían en Cheltenham, donde George sirvió como vicerrector en la Universidad de Cheltenham. En 1866 George Butler fue nombrado director de la Universidad de Liverpool, y la familia se mudó a Liverpool. Josephine se implicó en la campaña para educación superior para mujeres, y en 1867 junto con Anne Jemima Clough, más tarde directora de la Universidad de Newnham, Cambridge, fue instrumental para establecer el Consejo del Norte de Inglaterra para Promover la Educación Superior de las Mujeres. Aun así, también había estado muy estrechamente implicada en el bienestar de las prostitutas; como apasionada cristiana,  aborrecía el pecado, pero también consideraba que las mujeres estaban siendo explotadas por la opresión masculina, y atacaba la doble moral de moralidad sexual. Así que cuando comenzó una campaña nacional en 1869 para derogar la Ley de Enfermedades Contagiosas,  ella era la mujer obvia para dirigirla.

## Ley de Enfermedades Contagiosas

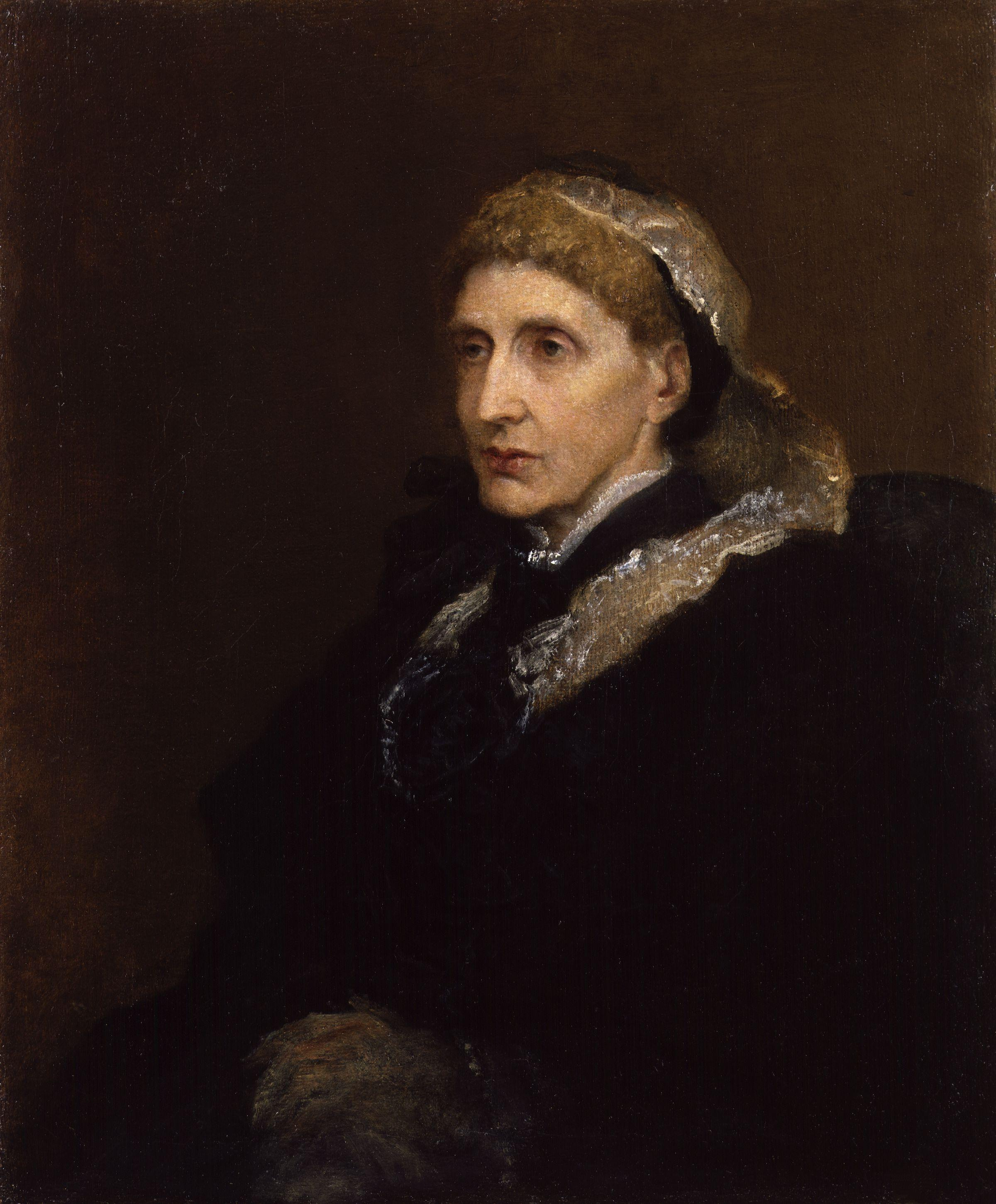
Josephine Elizabeth Butler en su vejez, por Vatios de Frederic del George, 1894.

La Ley de Enfermedades Contagiosas fue introducida durante la década de 1860 (1864, 1866, 1869) como forma de control estatal de la prostitución, para controlar el alcance de las enfermedades venéreas, especialmente en el ejército británico y la Royal Navy. La ley daba a los magistrados el poder de ordenar un examen genital a las prostitutas para buscar síntomas de enfermedades venéreas, y detener a las mujeres infectadas en un hospital de bloqueo durante tres meses para ser curadas. La negativa a consentir al examen resultaba en encarcelamiento. Una acusación de prostitución por un agente policial era suficiente para ordenar un examen; las mujeres así acusadas a menudo perdían sus medios de vida y, notoriamente, una mujer se suicidó.
La descripción de Butler de este tema en una reunión pública - se sabía que se refería al procedimiento como "violación quirúrgica" – hizo que Hugh Price Hughes, superintendente de la Misión del oeste de Londres, que le dio las gracias formalmente en la plataforma, dejara el escenario entre lágrimas – algo muy inusual en aquellos días y ampliamente comentado en su momento.
Las diversas leyes se aplicaban únicamente a áreas como puertos y guarniciones– pero en 1869 la "Asociación para la Extensión de la ley de Enfermedades Contagiosas" se formó para hacer campaña para extender su operación sobre la totalidad del Reino Unido. Esto llevó a la oposición vehemente de cristianos, feministas y partidarios de la libertad civil y a la creación de dos organizaciones: la Asociación Nacional para derogar la Ley de Enfermedades Contagiosas, dirigida por doctores, y la Asociación Nacional de Señoras para derogar la Ley de Enfermedades Contagiosas, dirigida por Josephine Butler. Josephine puso todas sus energías en la campaña a pesar de la vilificación y agresión física ocasional, y la ley fue finalmente derogada en 1886.
En 1885 se implicó en otra campaña relacionada dirigida por el editor del Pall Mall Gazette, William Thomas Stead. Había publicado una serie de artículos titulados El Tributo Virginal de la Babilonia Moderna, exponiendo la extensión de la prostitución infantil en Londres. A raíz de esta campaña, la edad de consentimiento en el Reino Unido de Gran Bretaña e Irlanda se elevó de 13 a 16 ese mismo año.
Josephine era también muy activa en la difusión de la campaña internacionalmente, y viajó a la Tercera República francesa y a Suiza, donde se enfrentó con la hostilidad de las autoridades, y el fuerte apoyo de los grupos feministas. A raíz de sus esfuerzos, las organizaciones internacionales incluyendo la Federación Abolicionista Internacional de la que fue fundadora, se encargaron de hacer campaña contra la regulación estatal de la prostitución y el tráfico de mujeres y niños. Además, en 1897 en la India Raj británica, nuevas leyes de Enfermedades Contagiosas fueron impuestas por el gobierno británico, y Butler dirigió una nueva campaña contra esto.
Entretanto, George se había retirado de la Universidad de Liverpool y había sido convertido en Canon de la Catedral de Winchester, y falleció el 14 de marzo de 1890. Josephine continuó haciendo campañas hasta el principio de la década de 1900, y falleció en 1906.

## Legado
Josephine Butler no sólo fue una feminista vehemente, sino también una cristiana apasionada; dijo en una ocasión que "Dios y una mujer hacen una mayoría". Se la considera como inventora de muchas de las estrategias que más tarde serían utilizadas por las sufragistas e incluso se ha argumentado que su alianza con el "periodismo nuevo" de W.T. Stead inició los métodos de consulta sociológica. En la Iglesia de Inglaterra se la  celebra con un Festival Menor el 30 de mayo y el 30 de diciembre. Se la representa también en ventanas en la Catedral anglicana de Liverpool, y  en la Iglesia de St Olave de la Ciudad de Londres.
En 2005, la Universidad de Durham nombró en su honor el Josephine Butler College. Esto refleja el hecho de que estuviera casada con un conferenciante de la Universidad de Durham, y que era una vecina local del North-East.

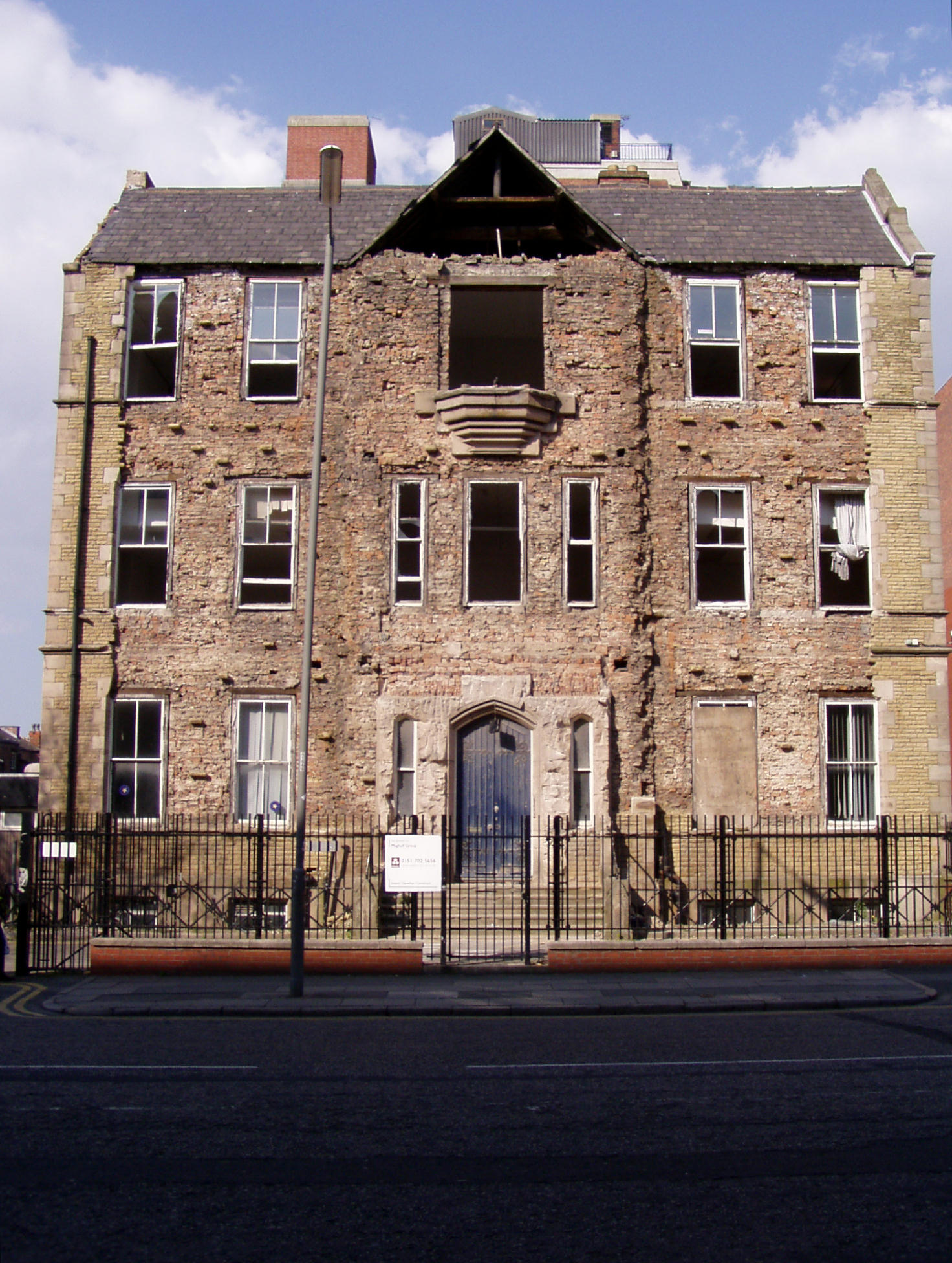
Josephine Butler House después de que el Grupo Maghull quitara el revestimiento.

Su nombre está listado en el lado del sur del Monumento a los Reformistas en el Cementerio Kensal Green de Londres.

## Obras selectas
- The Education and Employment of Women (1868)
- Memoir of John Grey of Dilston (1869)
- An Appeal to the People of England on the Recognition and Superintendence of Prostitution by Governments, by an English Mother (1870)
- The Constitution Violated (Edmondson and Douglas. 1871)
- Une Voix dans le Désert (1875)
- Catharine of Siena. A Biography (1878)
- Recollections of George Butler (1892)
- Personal reminiscences of a Great Crusade (Horace, Marshall and Son, 1896)
- Josephine Butler, an autobiographical memoir (editado por George and Lucy Johnson, London: J.W. Arrowsmith Ltd., 1913)

## Archivos
Los archivos de Josephine Butler se encuentran en The Women's Library en la Biblioteca de la London School of Economics, ref 3JBL (enlace roto disponible en Internet Archive; véase el historial, la primera versión y la última).. Hay también colecciones importantes en la Universidad de Liverpool, y en los Archivos de Northumberland, Woodhorn, Ashington, Northumberland.